# Apospasta erici
Apospasta erici là một loài bướm đêm trong họ Noctuidae.